# Franz Mandl
Franz Mandl   (Viena, 4 d'agost de 1916 - 4 de febrer de 1988) fou un futbolista austríac que va competir durant la dècada de 1930. Jugava de davanter.
El 1936 va prendre part en els Jocs Olímpics d'Estiu de Berlín, on guanyà la medalla de plata en la competició de futbol. A nivell de clubs va jugar fins al First Vienna FC, amb qui guanyà el campionat d'Àustria de 1944. Va jugar un partit internacional.